# Heinz Eichler (General)
Heinz Eichler (* 11. Februar 1918; † Januar 2004 in Berlin) war ein deutscher Generalmajor in der Volkspolizei. Er war von 1973 bis 1983 Leiter der Hauptabteilung Bereitschaften im Ministerium des Innern der DDR (verantwortlich für die Wehrdienst ausübenden „Kasernierten Einheiten des MdI“). 

## Leben
Eichler erlernte nach dem Besuch der Volksschule den Beruf eines Feinmechanikers. Er wurde zur Wehrmacht eingezogen und leistete  Kriegsdienst im Zweiten Weltkrieg. Von 1945 bis 1949 war er in sowjetischer Kriegsgefangenschaft und besuchte eine Antifa-Schule.
Nach der Rückkehr in die Sowjetische Besatzungszone Deutschlands wurde er 1949 Mitglied der Sozialistischen Einheitspartei Deutschlands (SED) und trat in die Deutsche Volkspolizei ein. Von 1952 bis 1953 war er im Rang eines Oberstleutnants Leiter der KVP-Dienststelle Gotha. Von 1953 bis 1956 übte er eine Funktion im Zentralvorstand der Gesellschaft für Sport und Technik (GST) aus, von Ende 1956 bis Anfang 1957 war er als Oberstleutnant Kommandeur des Mot.-Kommandos Schwerin der Bereitschaftspolizei und von 1959 bis 1961 studierte er an einer sowjetischen Militärakademie. 1961/62 war er Chef des Stabes der Bereitschaftspolizei und von 1962 bis 1968 als Oberst der VP Stabschef der Bezirksbehörde der Deutschen Volkspolizei (BDVP) Schwerin. Von 1973 bis 1983 war er Leiter der Hauptabteilung Bereitschaften im Ministerium des Innern der DDR in Ost-Berlin. Im Oktober 1974 wurde er zum Generalmajor ernannt und im März 1983 aus dem Polizeidienst entlassen.
Er lebte in Hohen Neuendorf und zuletzt in Berlin-Hohenschönhausen. Nach der Wende in der DDR war er Mitglied der Initiativgemeinschaft zum Schutz der sozialen Rechte (ISOR). Eichler starb im Alter von 85 Jahren.

## Auszeichnungen
- 1968 Vaterländischer Verdienstorden in Bronze, 1983 in Silber und 1988 in Gold
- 1978 Orden Banner der Arbeit Stufe I